# Charles Woodford
Pour les articles homonymes, voir Woodford (homonymie).
Charles Morris Woodford (né le 30 octobre 1852 à Gravesend et mort le 4 octobre 1927 à Steyning) est un naturaliste britannique et un fonctionnaire colonial, actif dans les îles Salomon où il devient le premier commissaire résident du protectorat, en s'y établissant de 1896 à 1915. Il y fonde la première capitale du protectorat, Tulagi.

## Biographie
Dans les années 1880, il travaille pour le gouvernement colonial dans les Fidji et effectue trois séjours comme naturaliste dans les îles Salomon où il apprend plusieurs langues locales. Il obtient sa nomination comme commissaire résident en 1896, trois ans après la mise en place du protectorat britannique, avec l'objectif de contrôler le trafic d'armes, et après plusieurs décennies d'activité missionnaire dans ces îles. En quinze ans, il met en place une petite administration qui contrôle environ 100 000 Mélanésiens et 500 Européens dans les zones côtières.
Mais à l'approche de son départ à la retraite, il réalise que la main d’œuvre locale non qualifiée est insuffisante pour développer et diversifier les plantations, ce qui les rend vulnérables aux fluctuations du marché du coprah. De plus il se heurte à la difficulté de contrôler le district de Santa-Cruz très éloigné où les Français recrutent de la main d’œuvre et prétendent avoir acheté la plupart des terrains disponibles de Vanikoro et Tevai dans les années 1880 pour y exploiter le kauri ainsi que les troques et les bêches de mer de la barrière de corail, sans payer de redevance au Protectorat britannique.
En 1922, à la suite d'une enquête du juge F. B. Phillips, un accord d'exploitation forestière est signé à Vanikoro avec les trois chefs Tua, Fazano et Tomu, au nom de 83 mélanésiens restants (sur une superficie de 165 km2 qui était occupée par une population de 1 500 habitants un siècle auparavant).

## Autres sources
- (en) Cet article est partiellement ou en totalité issu de l’article de Wikipédia en anglais intitulé « Charles Morris Woodford » (voir la liste des auteurs).